# Mirjana Medić
Mirjana Medić (z domu Petek, ur. 30 lipca 1964) – chorwacka szachistka i sędzia klasy międzynarodowej (International Arbiter od 2010), arcymistrzyni od 1999 roku. W czasie swojej kariery występowała również pod podwójnym nazwiskiem Petek-Medić.

## Kariera szachowa
Jeden z pierwszych międzynarodowych sukcesów odniosła w 1985 r., zajmując czołowe miejsce (wspólnie z m.in. Jeleną Fatalibekową) w międzynarodowym turnieju w Nałęczowie. W 1990 r. zdobyła w Kladowie brązowy medal mistrzostw Jugosławii. Od rozpadu Jugosławii należy do ścisłej czołówki chorwackich szachistek. Sześciokrotnie (1993, 1994, 1995, 1996, 2003, 2006) zdobyła tytuły indywidualnej mistrzyni Chorwacji. Pomiędzy 1994 a 2008 wystąpiła we wszystkich w tym okresie rozegranych ośmiu szachowych olimpiadach (w tym 7 razy na I szachownicy), była również siedmiokrotną (w latach 1997–2009) reprezentantką kraju na drużynowych mistrzostwach Europy. W 2002 i 2010 r. dwukrotnie uczestniczyła w drużynowych turniejach o Puchar Mitropa.
W 1996 r. zdobyła złoty medal międzynarodowych mistrzostw Słowacji kobiet, natomiast w 1997 r. zwyciężyła w otwartym turnieju w Zadarze. W 2001 r. podzieliła II m. (za Reginą Pokorną, wspólnie z Szidonią Vajdą) w Rijece, w 2002 r. w kolejnym turnieju rozegranym w tym mieście podzieliła II m. (za Reginą Pokorną, wspólnie z Janą Krivec), w 2003 r. zajęła III m. (za Janą Krivec i Nikolettą Lakos) w Ptuju. W 2009 r. zwyciężyła (wspólnie z Reginą Pokorną) w Rijece.
Najwyższy ranking w karierze osiągnęła 1 lipca 1995 r., z wynikiem 2360 punktów dzieliła wówczas 28-33. miejsce na światowej liście FIDE, jednocześnie zajmując 1. miejsce wśród chorwackich szachistek.